# 5 Pułk Czołgów Ciężkich

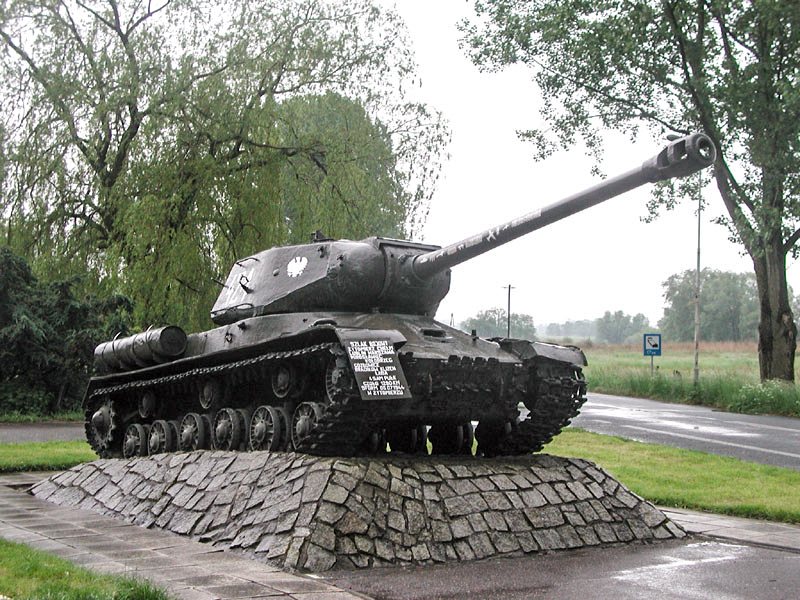
czołg ciężki IS-2

5 Sudecki pułk czołgów ciężkich – oddział wojsk pancernych ludowego Wojska Polskiego.

## Formowanie i zmiany organizacyjne
Sformowany w Chełmie na mocy rozkazu Naczelnego Dowódcy WP nr 8 z 20 sierpnia 1944 według etatu nr 010/460. Wszedł w skład 2 Armii WP. Szkolenie bojowe odbywał w Chełmie, a od 31 października 1944 w Białej pod Radzyniem Podlaskim.
Po zakończeniu działań bojowych 5 pułk czołgów ciężkich wrócił do kraju. 19 sierpnia 1945 otrzymał nazwę wyróżniającą "Sudecki".
Rozkazem Naczelnego Dowódcy WP nr 248 z 14 września 1945 został rozformowany.

## Działania bojowe
10 lutego pułk stacjonował w Głownie. Na początku marca przewieziony transportem kolejowym w rejon Piły. 14 marca zgrupował się w Bukówce.
10 kwietnia 1945 pułk skoncentrował się nad Nysą Łużycką w gotowości do forsowania. 17 kwietnia opanował Geheege, a następnego dnia wkroczył do Wehrkirch, gdzie przez kolejne dwa dni odpierał kontrataki Niemców. 22 kwietnia pułk zdobył Lubachau, a w ciągu dwóch następnych dni bronił się w okrążeniu w Kleinwelka. Następnie, do 5 maja pułk obsadzał pozycje obronne w rejonie Wartha.
9 maja 1945, w dniu zakończenia wojny, pułk ześrodkowany był w Lobendau.
|  |  |  |

|  |  |

## Dowódcy
- ppłk F. Rogacz (od października 1944 r. do końca wojny)

## Struktura organizacyjna
Etat 010/460::
- Dowództwo i sztab
- pluton dowodzenia
- 4 x kompania czołgów ciężkich
- kompania fizylierów
- pluton saperów

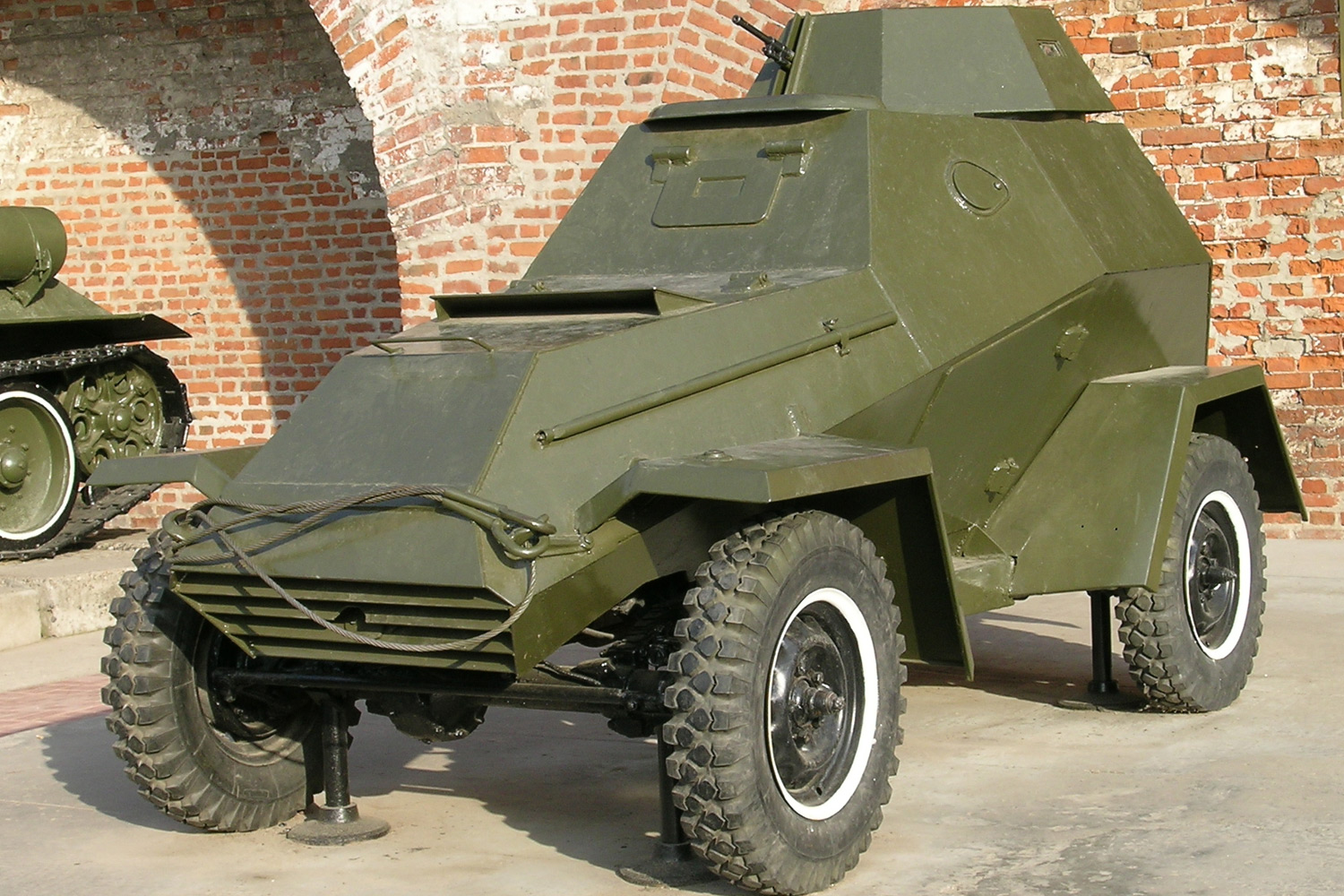
Samochód pancerny dowództwa BA-64

- kompania zaopatrzenia technicznego

Razem:
żołnierzy – 374 (oficerów – 90, podoficerów – 121, szeregowców – 163)
Sprzęt:
- czołgi IS-2 – 21
- samochody pancerne BA-64 – 3
- transportery opancerzone MK-1 – 3
- ciągniki gąsienicowe – 2
- samochody – 48
- motocykle – 3

## Kamuflaż i oznakowanie wozów
Wozy bojowe malowano farbą olejną koloru ciemnozielonego. Poszczególne pojazdy mogły różnić się odcieniem, a nawet i kolorem.
Jeśli okoliczności tego wymagały, malowano pojazdy w nieregularne plamy różnej wielkości i kształtu. Obok podstawowego koloru wykorzystywano brąz, czerń lub piaskowy. Taki sposób malowania stosowano jednak sporadycznie.
Zimą wozy bojowe malowano na biało, tzw. bielidłem. Biel nakładano bezpośrednio na ochronną farbę zieloną, przy czym pokrywano nią albo cały pojazd, albo też tylko część jego powierzchni, tworząc nieregularne plamy deformujące kształt. Zamiast farby mogło być używane wapno.
Na wieży malowano orła. Stylizowany, aczkolwiek znacznie uproszczony kształt orła wzorowany był na orle piastowskim. Wysokość orła wahała się od 20 do 40 cm.
Oznakowanie taktyczne
Numery taktyczne czołgów pułku:
dowódca – 5000
- 1 kompania – dowódca – 5100
  - 1 pluton – 5111, 5112
  - 2 pluton – 5123, 5124
- 2 kompania – dowódca – 5200
  - 1 pluton – 5211, 5212
  - 2 pluton – 5223, 5224
- 3 kompania – dowódca – 5300
  - 1 pluton – 5311, 5312
  - 2 pluton – 5323, 5324
- 4 kompania – dowódca – 5400
  - 1 pluton – 5411, 5412
  - 2 pluton – 5423, 5424